# Tašov
Tašov (en allemand : Taschow) est une commune du district et de la région d'Ústí nad Labem, en Tchéquie. Sa population s'élevait à 146 habitants en 2021.

## Géographie
Tašov se trouve à 8 km au sud-est du centre d'Ústí nad Labem et à 64 km au nord-ouest de Prague.

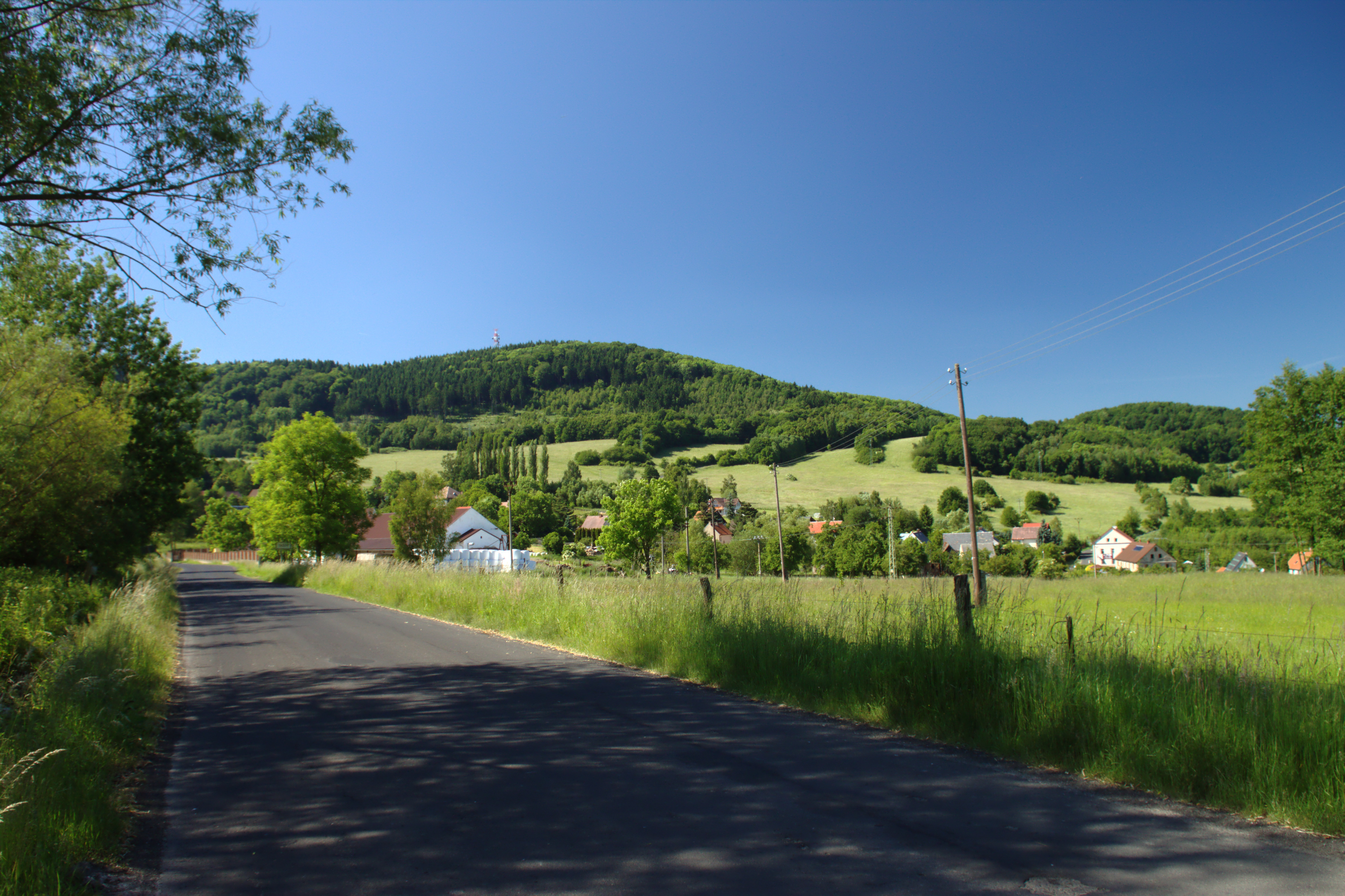
Environs du village.

La commune de Tašov est presque entièrement enclavée à l'intérieur de la commune de Malečov, sauf au sud où elle a une courte limite avec Žitenice.

## Histoire
La première mention écrite du village date de 1188.

## Transports
Par la route, Tašov se trouve à 14 km d'Ústí nad Labem et à 80 km de Prague.